# Chronologie de Vancouver
 (décembre 2014).
Cet article est une chronologie de l'histoire de Vancouver.

## XVIIIesiècle
- 1791 – José María Narváez explore le Détroit de Géorgie.
- 1792 – Le capitaine George Vancouver ne passe qu'une journée sur le site qui, presque 100 ans plus tard, portera son nom. Le Capitaine George Vancouver d'Angleterre mena alors son navire, le HMS Discovery, droit dans la baie Burrard.

## XIXesiècle
- 1808 – Simon Fraser devient le premier Européen à atteindre les lieux par les terres en descendant le fleuve qui porte depuis son nom.
- 1818 – Convention de 1818.
- 1827 – HBC Fort Langley s'installe à l'est du Vancouver actuel. Le contact et le commerce s'accélèrent, d'abord avec les Stó:lō.
- 1846 – Le Traité de l'Oregon définit de manière permanente le 49e parallèle nord comme frontière entre les États-Unis, l'Amérique du Nord Britannique et l'Océan Pacifique.
- 1858 – La Ruée vers l'or du canyon du Fraser commence. On trouve de l'or dans le Fleuve Fraser et en quelques semaines, environ 25 000 prospecteurs se mettent en route pour obtenir leur part du butin.
- 1858 – La Colonie de la Colombie-Britannique s'établit
- 1859 – New Westminster devient capitale de la Colonie de la Colombie-Britannique.
- 1860 – Trois anglais, les "Trois Pieds Tendres" ,construisent, sans lendemain, une briqueterie dans le West End actuel.
- 1866 – La Colonie de la Colombie-Britannique et la Colonie de l'Île de Vancouver fusionnent pour former la Colombie-Britannique,avec pour capitale Victoria.
- 1867 – Hastings Mill (en) est fondée.
- 1867 – John Deighton ouvre le premier saloon avec les ouvriers de Hastings Mill comme clients. Gastown se développe autour de ce saloon.
- 1867 – Un service hebdomadaire de diligence relie le Brighton Hotel, lieu populaire de vacances d'été, à l'ouest de Second Narrows Bridge (en) et New Westminster.
- 1869 – Gastown devient Granville Townsite.
- 1872 – Louis Gold est le premier Juif, parmi les commerçants de Gastown, à ouvrir un magasin général sur le front de mer.
- 1885 – Le dernier boulon last spike du Canadien Pacifique (CPR) reliant Montréal à Vancouver est rivé à Craigellachie (Canada).
- 1886 – La ville de Granville devient la Cité de Vancouver (c'est en fait le Président du Canadien Pacifique qui choisit ce nom ). Les contribuables élisent Malcolm Alexander MacLean (en), agent immobilier, comme premier Maire de Vancouver. La ville contient 1 000 habitants.
- 1886 – Le Canadien Pacifique, premier train transcontinental venant de Montréal arrive à Port Moody. Le tout premier pont Granville Street Bridge (en)est terminé, un autre étant construit plus tard, en 1909.
- 1886 – Grand incendie de Vancouver.
- 1886 – Vancouver General Hospital (en) ouvre dans Pender Street.
- 1886 – Le commissariat de Vancouver Vancouver Police Department ouvre.
- 1886 – Le club d'aviron de Vancouver Vancouver Rowing Club (en) est créé .
- 1887 – Vancouver Board of Trade (en) incorporated.
- 1887 – Le Canadien Pacifique se prolonge à l'ouest du terminus de Port Moody vers Vancouver.
- 1887 – La locomotive 374 Canadien Pacifique’s Engine 374 (en) amène le train transcontinental à Vancouver.
- 1887 – Le long courrier de la Poste britannique SS Abyssinia arrive.
- 1888 – Le journal Vancouver Daily World Vancouver Daily World (en) est fondé.
- 1888 – Le Conseil d'urbanisme est formé.
- 1888 – Stanley Park ouvre.
- 1889 – Le Pont de Granville St Granville Street Bridge (en) est terminé.
- 1890 – Le Phare de Brockton Point Brockton Point (en) Lighthouse est achevé . La structure actuelle est de 1914.
- 1897 – La Ruée vers l'or du Klondike relance l'économie de tout le continent en pleine dépression des années 1890. En 1900, Vancouver remplace Victoria, la capitale provinciale, comme premier centre de commerce de la Côte ouest du Canada .
- 1898 – On installe le canon 9 O'Clock Gun (en) à Brockton Point Brockton Point (en) (on sonne toujours le canon à 9 h précises pour indiquer l'heure).
- 1898 – Le journal The Province est fondé.
- 1898 – l'archiviste de la ville, JS Matthews J. S. Matthews (en), se fixe à Vancouver.

## XXesiècle
- 1903 – Woodward's building (en) constructed.
- 1905 – Asiatic Exclusion League formed.
- 1907 – Spencer's department store opened at Richards & Hastings (later Eaton's).
- 1908 – B.C. Legislature passes legislation establishing the Université de la Colombie-Britannique (UBC).
- 1910 – Construction of the city's first skyscraper, Dominion Building (en) at Hastings and Cambie.
- 1910 – The first Pacific National Exhibition (en) held in Hastings Park (en).
- 1911 – The Denman Arena, an artificial ice rink, opens to the public; home to the Millionnaires de Vancouver professional hockey club.
- 1913 – A world-wide depression lasts two years and severely reduces trade and slows railway development. Declining resources also end a provincial mining boom.
- 1914 – Incident du Komagata Maru
- 1915 – Université de la Colombie-Britannique (UBC) opens its Fairview district campus on the site of Vancouver General Hospital.
- 1916 – Vancouver Technical Secondary School (en) opened.
- 1916 – Lost Lagoon (en) transformed by the construction of the Stanley Park Causeway (en).
- 1918 – Vancouver general strike.
- 1919 – Canadian National Railway station completed.
- 1919 – Real Estate Board of Greater Vancouver fondée.
- 1920 – Growth resumes and Vancouver soon replaces Winnipeg as the leading city in western Canada.
- 1923 – Vancouver and District Waterfront Workers' Association (en) established.
- 1925 – The original Second Narrows Bridge (en) connects the city with North Vancouver.
- 1925 – Université de la Colombie-Britannique (UBC) moves from Fairview to its permanent home in Point Grey.
- 1926 – The Orpheum Theatre opens to the public.
- 1927 – Charles Lindbergh refused to include Vancouver in his Amérique du Nordn tour because of the lack of a proper airport. Two years later, the city purchased land on Sea Island for aviation purposes; it is the location of Aéroport international de Vancouver.
- 1929 – Vancouver amalgamates with the municipalities of Point Grey and South Vancouver.
- 1930s – Relief Camp Workers' Union organized.
- 1934 – Malkin Bowl (en) presents the first performance of the Orchestre symphonique de Vancouver.
- 1935 – Battle of Ballantyne Pier (en).
- 1935 – Alpen Club (en) founded.
- 1936 – The new Vancouver City Hall (en) at 12th and Cambie is completed.
- 1937 – Non-Partisan Association (en) established.
- 1938 – Bloody Sunday (1938) (en).
- 1938 – The Pont Lions Gate opens.
- 1939 – The third The Fairmont Hotel Vancouver landmark is completed.
- 1942 – Vancouver Magic Circle formé.
- 1948 – The first television broadcast is received from Seattle.
- 1954 – Le stade de l'Empire est construit en vue des Jeux de l'Empire britannique et du Commonwealth de 1954.
- 1954 – British Empire and Commonwealth Games.
- 1953 – Vancouver's first TV station, CBUT-DT, goes on the air.
- 1956 – Aquarium de Vancouver opened.
- 1958 – Vancouver Opera (en) founded.
- 1959 – Oakridge Centre (en), Musée maritime de Vancouver, Queen Elizabeth Theatre (en) and the Deas Island Tunnel officially open.
- 1960 – Ironworkers Memorial Second Narrows Crossing (en) opened.
- 1962 – Vancouver Playhouse Theatre Company (en) founded.
- 1963 – The Port Metro Vancouver ranks first among Canadian ports in tonnage.
- 1964 – The Lions de la Colombie-Britannique football team win the Canadian Football League’s Coupe Grey.
- 1967 – The District régional du Grand Vancouver was established.
- 1967 – Vancouver Magazine (en) founded.
- 1970 – The Canucks de Vancouver play its first game in the Ligue nationale de hockey in the Pacific Coliseum.
- 1971 – Gastown Riots (en)
- 1971 – Vancouver School of Theology (en) established.
- 1971 – The 10 km pedestrian seawall at Stanley Park officially opens. Gastown and Chinatown are designated as historic districts by the Provincial Government.
- 1971 – Vancouver Science Fiction Convention (en) organized for the first time.
- 1972 – Vancouver Marathon started.
- 1973 – Granville Square (en) completed. The control tower of Vancouver Harbour Water Airport (en) is located in top of it.
- 1974 – The refurbished steam locomotive Royal Hudson (en) has its inaugural run.
- 1974 – Disc sports debuted in Vancouver on Kitsilano Beach (en) with the Vancouver Open Frisbee Championships
- 1978 – Vancouver International Children's Festival débute.
- 1979 – The Whitecaps de Vancouver (NASL) win the North American Soccer League (2011) championship.
- 1981 – Vancouver Men's Chorus (en) debuted.
- 1982 – Festival international du film de Vancouver began.
- 1983 – BC Place Stadium opens. The world's largest air-supported Dome (60,000 seats) is the home of the Lions de la Colombie-Britannique football team as well as trade shows, large gatherings, and major star concerts.
- 1984 – Vancouver International Jazz Festival (en) established.
- 1985 – SkyTrain opens with much of its route being along that of the city's first public transit system, the 1891 interurban.
- 1986 - The Alex Fraser Bridge is opened.
- 1986 – Vancouver celebrates its centennial by hosting Exposition spécialisée de 1986 on the north shore of False Creek.
- 1986 – Vancouver Police Museum (en) established.
- 1986 – Vancouver Recital Society (en) is launched.
- 1986 – King David School, Vancouver (en) founded.
- 1986 – Canada Place opened.
- 1989 – Skybridge built.
- 1990 – Vancouver Learning Network (en) debuted.
- 1992 – Vancouver Aboriginal Child and Family Services Society incorporé.
- 1993 – Vancouver Hospital and Health Sciences Centre (en) formed.
- 1994 – The Canucks de Vancouver hockey team reach the Stanley Cup Finals for the second time in twelve years, only to lose out to the Rangers de New York. Fans riot in the streets of downtown Vancouver following the loss. The Lions de la Colombie-Britannique football team win the Coupe Grey.
- 1994 – Stanley Cup riot.
- 1995 – West Coast Express opened.
- 1995 – A new Bibliothèque municipale de Vancouver building is constructed in the shape of the Roman Colosseum. Rogers Arena, a new hockey, basketball and entertainment complex opens. The Vancouver Grizzlies basketball team plays its inaugural season. The Ford Center for the Performing Arts also opens to the public.
- 1996 – The Aéroport international de Vancouver expands its terminal and adds a third runway.
- 1997 – CIVT-DT goes on the air.
- 1998 – Vancouver Downtown Historic Railway (en) inaugurated.
- 1998 – Vancouver International Dance Festival (en) established.
- 2000 – Canadiens de Vancouver founded.

## XXIesiècle
Modèle:Sisterlinks
- 2001 – British Columbia TV realignment
- 2003 – Vancouver is selected as the Host City for 2010 Olympic Winter Games.
- 2003 – U-Pass (Vancouver) (en) implemented.
- 2004 – Vancouver International Digital Festival (en) debuted.
- 2005 – Vancouver International Film Centre (en) completed.
- 2006 – World Urban Forum III (en)
- 2006 – Vancouver International Burlesque Festival (en) debuted.
- 2006 – 2006 storms in Vancouver (en)
- 2007 – Robert Dziekański Taser incident (en)
- 2009 - Canada Line Opens connecting downtown to YVR and Richmond
- 2010 – Jeux olympiques d'hiver.
- 2011 - The Vancouver Canucks hockey team reach the Stanley Cup Finals for the third time in 40 years, only to lose out to the Bruins de Boston. Fans riot in the streets of downtown Vancouver following the loss.
- 2013 - First ever Vancouver International Busker Festival.
- 2014 - Vancouver accueille la TED.